# Girolamo Pamphilj
Girolamo Pamphilj  (né  en 1544 à Rome, alors capitale des  États pontificaux  et mort le 11 août 1610 à Rome) est un cardinal italien  du début du XVIIe siècle. 
Il est un arrière-arrière-petit-fils du pape Alexandre VI (1492-1503), l'oncle du pape  Innocent X (1644-1655) et le grand-oncle du cardinal Camillo Francesco Maria Pamphilj (1644). D'autres cardinaux de la famille sont Benedetto Pamphilj (1681), Giuseppe Maria Doria Pamphilj (1785), Antonio Maria Doria Pamphilj (1785) et  Giorgio Doria Pamphilj (1816). Girolamo Pamphilj est un ami intime du saint Philippe Neri.

## Biographie
Girolamo Pamphilj est auditeur de la Chambre apostolique, régent de la Chancellerie apostolique et auditeur et doyen de la Rote romaine.
Le pape Clément VIII le crée cardinal lors du consistoire du 9 juin 1604. Aldorbandini participe aux deux conclaves de 1605 (élection de Léon XI et de Paul V). Il est vicaire général de Rome en 1605-1610.

### Sources
- Fiche du cardinal sur le site fiu.edu